# غورانكش عبد الرحمن
غورانكش عبد الرحمن (بالفارسية: گورانکش عبدالرحمن) هي قرية تقع في البلدة المركزية في إيران. يقدر عدد سكانها بـ 232 نسمة بحسب إحصاء 2016.